# باستر ماينارد
باستر ماينارد (بالإنجليزية: Buster Maynard)‏ هو لاعب كرة قاعدة أمريكي، ولد في 25 مارس 1913 في هندرسون في الولايات المتحدة، وتوفي في 7 سبتمبر 1977 في درم في الولايات المتحدة.

## وصلات خارجية
- باستر ماينارد على موقع دوري كرة القاعدة الرئيسي (الإنجليزية)
- باستر ماينارد على موقعبيزبول رفرنس.كوم (الدوري الرئيسي) (الإنجليزية)
- باستر ماينارد على موقعبيزبول رفرنس.كوم (الدوري الثانوي) (الإنجليزية)